# Die Maismenschen
Die Maismenschen (spanisch Hombres de maíz) ist ein Roman des guatemaltekischen Literaturnobelpreisträgers Miguel Ángel Asturias aus dem Jahr 1949. Der Titel des Werks bezieht sich auf den aus dem Popol Vuh überlieferten Glauben der Maya, dass menschliches Fleisch aus Mais bestehe. Die Maismenschen gilt als eines von Asturias’ Meisterwerken und wird dem magischen Realismus zugerechnet.

## Struktur des Romans
Die Maismenschen ist ein komplexes Werk, das aus insgesamt sechs Teilen besteht, von denen wiederum jeder als eigenständige Erzählung gelesen werden kann. Es existiert jedoch eine Reihe von intratextuellen Querverweisen. Die Handlung spielt im Hochland von Guatemala in der ersten Hälfte des 20. Jahrhunderts. Genauere Angaben zu Zeit und Ort der Handlung werden nicht gemacht, sodass sie zur Legende wird. Teile der Handlung beruhen auf wahren Begebenheiten – wie beispielsweise die Vergiftung des Kaziken Gaspar Ilóm. Asturias integrierte aber auch vielfach Elemente aus der indigenen Mythologie in die Handlung von Die Maismenschen, sodass sich natürliche und übernatürliche Geschehnisse miteinander vermischen.

## Handlung
Der Grundkonflikt der Handlung besteht in dem Gegensatz zwischen der Subsistenzwirtschaft der indigenen Bevölkerung und den kapitalistischen Interessen der Regierung sowie von Großgrundbesitzern. Während die einen Mais ausschließlich zur Eigenversorgung anbauen, wollen sich die anderen das Land der Indigenen aneignen, um dort Mais profitorientiert anbauen zu können.

### Gaspar Ilóm
Zu Beginn des ersten Kapitels wird der Kazike Gaspar Ilom von der verwundeten Erde zum bewaffneten Kampf gegen die maiceros aufgerufen. Bei den maiceros handelt es sich um Landarbeiter, die im Auftrag von Großgrundbesitzern Mais anbauen. Nachdem Ilóm und seine Anhänger mehrere maiceros getötet haben, entsendet die Regierung einen Trupp Soldaten unter der Führung Obersts Chalo Godoy, um den Widerstand zu brechen. Als Tomás Machojón, ein Indio, der mittlerweile nicht mehr in Ilóms Gemeinschaft, sondern bei den Ladinos lebt, und seine Frau Manuela Machojón vom Kaziken zu einem Festmahl eingeladen werden, erhält Manuela Machojón von Oberst Godoy den Auftrag, Gaspar Ilóm mit Strychnin zu vergiften. Das Attentat gelingt: Der vergiftete Kazike stürzt sich in einen Fluss, während seine Frau mit dem gemeinsamen Kind flieht. In der Nacht überfallen die Regierungstruppen das Lager der Indios und richten ein Blutbad an.
In der Morgenröte des nächsten Tages kehrt Ilóm zurück. Der Fluss hat ihm das Gift aus dem Körper gespült. Doch als der Kazike entdeckt, dass das Lager vollständig zerstört und sein gesamter Stamm getötet worden ist, begeht er Suizid, indem er sich erneut in den Fluss stürzt.

### Machojón
Einige Jahre nach den Ereignissen des ersten Kapitels verlässt der Sohn von Tomás Machojón seinen Vater und seine kinderlos gebliebene Stiefmutter Manuela Machojón, um weit entfernt eine ladinische Frau zu heiraten. Auf seinem Weg landen eines Nachts mehr und mehr Glühwürmchen auf seinem Körper, die ihn schließlich aus dem Sattel seines Pferdes heben. Bei seiner Verlobten wird er niemals ankommen.
Als Tomás Machojón vom Verschwinden seines Sohnes erfährt, erinnert er sich an die Glühwürmchenzauberer (spanisch brujos de las luciérnagas). Diese waren Mitglieder des Stammes von Gaspar Ilóm und wurden ebenfalls beim Überfall der Regierungstruppen ermordet. Der Fluch, den sie aussprachen, war aber selbst nach ihrem Tod zu hören: Alle am Attentat auf Gaspar Ilóm Beteiligten und deren Familien sollen unfruchtbar werden.
Parallel zum Verschwinden von Tomás Machojóns Sohn beendet üppiger Regen eine langanhaltende Dürre. Die Maisernte verspricht daraufhin grandios auszufallen. Die maiceros ersinnen daher eine List, um ihren Gewinn zu maximieren: Sie erzählen Tomás Machojón, dass sie seinen Sohn bei den Brandrodungen im Widerschein der Flammen erkennen. Sie wollen so erreichen, dass Machojón immer mehr seines Landes zum Maisanbau freigibt, in der Hoffnung, bei den daraufhin notwendigen Brandrodungen seinen Sohn wiederzusehen. Zunächst gelingt der Plan, doch der völlig verzweifelte Machojón zündet letztlich sämtliche Maispflanzen an. In dem daraufhin ausbrechenden Brand sterben neben Tomás und Manuela Machojón auch etliche maiceros und die zur Überwachung der Maisernte abkommandierten Regierungssoldaten.

### Der Siebenfleckige Hirsch
Das dritte Kapitel hat die Geschichte der Brüder Tecún zum Thema. Deren Mutter leidet an einem mysteriösen Schluckauf. Der herbeigerufene Heiler empfiehlt, alle Mitglieder der Familie Zacatón zu köpfen, da diese die Mutter behext hätten. Der Rat wird von den Brüdern ausgeführt. Bei den Getöteten handelt es sich um den Apotheker, der das Gift für das Attentat auf Gaspar Ilóm bereitgestellt hatte, sowie dessen gesamte Familie. Die Köpfe der Getöteten verbrennen anschließend.
Zwar ist die Mutter nach diesem Gewaltakt wieder gesund, jedoch wird Calistro, einer der Brüder Tecún, aufgrund der grausamen Tat verrückt. Zum Zwecke seiner Genesung machen sich die verbliebenen Brüder auf die Jagd nach dem sagenumwobenen siebenfleckigen Hirsch (spanisch Venado de las Siete-rozas). Es gelingt ihnen, das Tier zu erschießen, was gleichzeitig den Tod des Heilers zur Folge hat. Daraufhin erkennen die Brüder, dass es sich bei Hirsch und Heiler um eine Einheit handelte. Mithilfe eines Steins, den der tote Hirsch ausgespuckt hat, kann Calistro von seiner Krankheit geheilt werden.

### Oberst Chalo Godoy
Sieben Jahre nach dem Tod Gaspar Ilóms befinden sich Oberst Godoy und seine Männer in einer stürmischen Nacht auf einem Patrouillenritt durch den Regenwald. Der Oberst ist sich im Klaren darüber, dass er von den Glühwürmchenzauberern verflucht und sein Tod für den heutigen Tag vorhergesagt wurde. Aufgrund des immer stärker werdenden Orkans sucht der Trupp Schutz in einem Abgrund. 
Zeitgleich berichtet ein Regierungssoldat seinen Kameraden, die nicht mit Godoy mitgeritten waren, von der Prophezeiung, die die Glühwürmchenzauberer für Godoys Ende verkündet haben. Demnach sollen er und seine Männer Opfer des „Feuers der goldenen Eule, das alles mit seiner Kälte verbrennen wird“, werden. Während die Soldaten gefrieren und wie Glas zerspringen sollen, soll Oberst Godoy mit seinem Pferd auf die Größe einer Lebkuchenfigur geschrumpft werden. Nachdem der Soldat mit seinem Bericht geendet hat, nehmen einige seiner Kameraden plötzlich Brandgeruch wahr und erkennen schließlich, dass der Unterschlupf des Obersts in Flammen steht. Die Brüder Tecún beobachten oberhalb des Abgrunds zufrieden rauchend das Ende Godoys. 

### Maria Tecún
Der blinde Bettler Goyo Yic wird von seiner Frau Maria Tecún verlassen. Die gemeinsamen Kinder nimmt sie mit, da sie nicht glaubt, dass Yic den Lebensunterhalt für die Familie bestreiten kann. Yic begibt sich daraufhin auf die Suche nach ihr, seine Anstrengungen bleiben aber über Jahre vergebens. Zwischenzeitlich unterzieht er sich einer Augenoperation und erlangt sein Augenlicht dadurch wieder. Er wird Hausierer und beschließt mit einem neu gewonnenen Freund Alkohol zu verkaufen. Auf ihrem Weg zum Markt trinken die beiden jedoch ihren gesamten Alkoholvorrat und werden verhaftet. Aufgrund eines Justizirrtums wird Goyo Yic zu Haft in einem Gefängnis auf einer Insel verurteilt.

### Der Briefträger-Kojote
Die Frau des Briefträgers Nicho Aquino erleidet einen tödlichen Unfall und verschwindet daher spurlos. In dem Glauben, sie habe ihn verlassen, begibt sich Aquino auf die Suche nach ihr. Das plötzliche Verschwinden des sonst so verlässlichen Briefträgers sorgt für Aufruhr in seinem Dorf, weshalb der Ladino Hilario Sacayón mit der Suche nach ihm beauftragt wird. Auf seinem Weg kommt Sacayón vielfach mit der Lebenswelt und dem Glauben der Indigenen in Berührung und gelangt schließlich zu der Auffassung, dass Nicho Aquino gleichzeitig Mensch und Kojote ist und in seiner Kojotengestalt weiterhin Briefe austrägt.
Aquino seinerseits gelangt nach einer langen Odyssee schließlich in die Unterwelt. Hier begegnet er nicht nur Gaspar Ilóm, sondern auch dem Heiler, der gleichzeitig der siebenfleckige Hirsch war. Zudem stellt sich heraus, dass jener auch zu den Glühwürmchenzauberern gehörte, die beim Überfall der Regierungstruppen auf das Lager der Indios getötet wurden. Darüber hinaus wird Aquino offenbart, dass er tatsächlich gleichzeitig Mensch und Kojote ist. Zurück in der Oberwelt wird Aquino Hoteldiener auf derselben Insel, auf der Goyo Yic inhaftiert ist. Der ehemalige Postbote avanciert zum Liebhaber der Besitzerin des Hotels und erbt es schließlich. 
Yics mittlerweile erwachsen gewordener Sohn wird wegen eines Delikts im gleichen Gefängnis wie er inhaftiert. Als Maria Tecún nun ihren Sohn im Gefängnis besuchen will, kommt es zur Wiedervereinigung zwischen ihr und Goyo Yic.

### Epilog
Der Roman endet mit einem Epilog, in dem erzählt wird, dass Goyo Yic und Maria Tecún in ihr Heimatdorf zurückkehren. Ihre Kinder und deren Nachkommen verwandeln sich während der Erntezeit in Ameisen und bringen den Mais ein.

## Rezeption
Die Maismenschen wurde als „ethnofiktionaler“ Roman beschrieben. Durch Anspielungen auf indigene Glaubensvorstellungen und Riten sowie die Verwendung des regionalen Sprachschatzes habe Asturias eine „Indigenisierung“ des narrativen Diskurses vorgenommen. Die Maismenschen gilt als Teil der politischen Bewegung des Indigenismo.
Innerhalb der Literaturwissenschaft entspann sich eine Debatte darüber, ob Die Maismenschen eine einheitliche Handlung aufweise oder nicht. Seymour Menton argumentierte beispielsweise, dass Asturias mit der gängigen Struktur von Romanen brechen wollte, indem er an sich voneinander unabhängige Handlungselemente aneinanderreihte und so zu einer artifiziellen Einheit formte. Laut Menton gibt es in Die Maismenschen weder einen durchgängigen Protagonisten noch Konflikte, die gelöst werden würden. Ariel Dorfman vertrat demgegenüber die Meinung, dass der Roman seine strukturelle Einheit dadurch erhalte, dass er ähnlich wie Mythen, die von Generation zu Generation weitergegeben werden, trotz seiner fragmentarischen Struktur bestimmte Wahrheiten transportiere.